# Danny Kanell
Daniel Paul Kanell (Fort Lauderdale, 21 novembre 1973) è un ex giocatore di football americano statunitense che ha giocato nel ruolo di quarterback nella National Football League (NFL). Al college giocò a football alla Florida State University con cui vinse un campionato NCAA.

## Carriera professionistica
Kanell fu scelto nel corso del quarto giro (130º assoluto) del Draft NFL 1996 dai New York Giants. Nella stagione successiva disputò come titolare tutte le ultime dieci gare della stagione, guidando la squadra alla vittoria della NFC Eastern Division. In quelle partite lanciò per 1.740 yard, con 11 touchdown e 9 intercetti. I Giants giocarono nei playoff contro i Minnesota Vikings ma persero 23–22. Kanell completò 16 passaggi su 32 per 199 yard e un touchdown in quella sfida. L'anno successivo disputò altre dieci gare come titolare, passando 1.603 yard, 11 touchdowns e 10 intercetti. Con un record di 3–7 a quel punto, i Giants sostituirono Danny con Kent Graham, che portò la squadra a un record parziale di 5-1. A fine stagione i Giants firmarono Kerry Collins dai New Orleans Saints, svincolando Kanell.
Kanell firmò così con gli Atlanta Falcons, partendo come titolare durante gli infortuni di Chris Chandler. Rimase coi Falcons per due anni, ma nel 2002 non riuscì a trovare nessun'altra squadra, optando per firmare con i New York Dragons della Arena Football League. Le ultime due stagioni della carriera le passò con i Denver Broncos, giocando come titolare nel 2003 al posto dell'infortunato Jake Plummer.

## Vittorie e premi
Nessuno

## Statistiche
| Yard lanciate     | 5.129 |
| Touchdown         | 31    |
| Intercetti subiti | 34    |
| Passer rating     | 63,2  |